# Duleep Singh
Duleep Singh Bahadoor, apodado el príncipe negro de Perthshire (Lahore, Reino sij, 6 de septiembre de 1838-París, Francia, 22 de octubre de 1893), también conocido como Dalip Singh fue el último marajá del Reino sij. Hijo menor del marajá Ranjit Singh y la maharaní Jind Kaur. Llegó al poder en septiembre de 1843, a la edad de cinco años, después de los asesinatos de cuatro de sus predecesores. Su madre ejerció la regencia hasta diciembre de 1846, cuando fue reemplazada por un residente británico; tras la derrota en la primera guerra anglo-sij. En abril de 1849, Duleep, de diez años, fue puesto bajo el cuidado de John Spencer Login. A madre e hijo no se les permitió volver a encontrarse por trece años y medio. Fue exiliado a Gran Bretaña a la edad de 15 años y se ganó la amistad y admiración de la Reina Victoria de Inglaterra. En 1856 trató de contactar con su madre, pero su carta y emisarios fueron interceptados por los británicos en la India, y no llegaron a ella. Sin embargo, él persistió y, con la ayuda de Login, le fue permitido encontrarse con su madre el 16 de enero de 1861 en el hotel Spence en Calcuta y regresó con ella al Reino Unido. Durante los dos años finales de su vida, su madre le contó al Maharajá sobre su herencia sij y el imperio que una vez había sido suyo para gobernar.

## Primeros años
Después de la muerte de Ranjit Singh en 1839, Duleep Singh vivió tranquilamente con su madre, Jind Kaur, en Jammu, bajo la protección del visir, Rajá Dhian Singh. Él y su madre fueron llamados a Lahore en 1843 después de los asesinatos del maharajá Sher Singh y de Dhian Singh, y el 16 de septiembre, a la edad de cinco años, Duleep Singh fue proclamado marajá del Reino sij, con la maharaní Jind Kaur como regente.
El 13 de diciembre de 1845 los británicos declararon la guerra a los sijs y, después de ganar la Primera guerra anglo-Sij, retuvieron al maharajá como gobernante nominal, pero reemplazaron a la maharaní por un Consejo de Regencia y después la encarcelaron y exiliaron. Cerca de trece años pasaron antes de que a Duleep Singh le fuese permitido ver a su madre otra vez. 
Después del fin de la segunda guerra anglo-sij y la subsiguiente anexión del Punjab el 29  de marzo de 1849, fue depuesto a la edad de diez años y puesto bajo el cuidado del Dr. John Login y enviado de Lahore a Fatehgarh el 21 de diciembre de 1849, con restricciones sobre con quién le era permitido encontrarse. Ningún indio, excepto sirvientes de confianza, podían verlo en privado. Como cuestión de política británica, tenía que ser anglicizado con todo respeto. Su salud era pobre y así que a menudo era enviado a la estación de Landour cerca de Mussoorie en el Bajo Himalaya por convalecencia, a cuatro días de viaje. Podía permanecer semanas en Landour y en el gran edificio en la colina llamado El Castillo, que había sido amueblado para su comodidad.

## Conversión al cristianismo
En 1853, bajo la tutela de Bhajan Lal (un cristiano converso) se convirtió al cristianismo en Fatehgarh con la aprobación del Gobernador General James Broun-Ramsay. Su conversión permanece controvertida, habiendo tenido lugar en circunstancias poco claras antes de que cumpliera los quince años de edad. Estaba además expuesto constantemente a textos cristianos bajo la tutela del devoto John Login y sus dos amigos de la infancia más cercanos eran ingleses, uno era hijo de misioneros anglicanos. En 1854 fue enviado al exilio en Gran Bretaña.

## Vida en el exilio

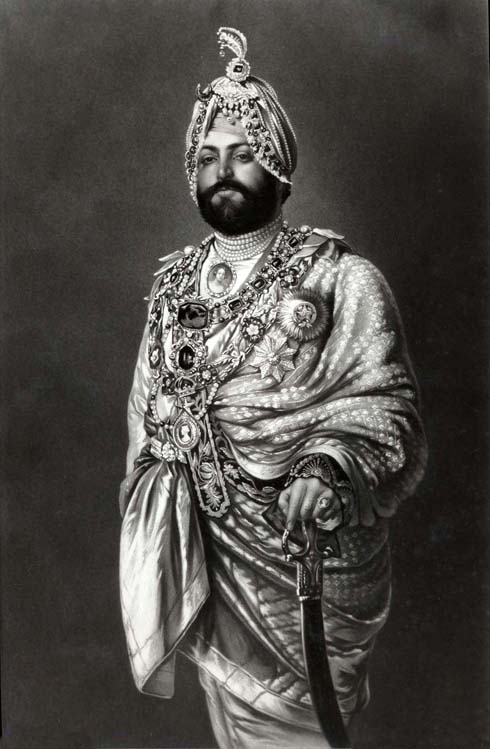
Marajá Duleep Singh. Pintura al óleo por el Capt. Goldingham de Londres, 1875.

### Londres
La llegada de Duleep Singh a las costas de Inglaterra en 1854 lo condujo a la corte europea. La reina Victoria le mostró cariño así como el príncipe consorte. Duleep Singh fue inicialmente alojado en el hotel Claridge en Londres antes de que la Compañía Británica de las Indias Orientales lo llevara a una casa en Wimbledon y luego a otra en Roehampton, la que se convirtió en su hogar por tres años. Era además invitado por la reina a quedarse con la Familia real británica en Osborne, donde se divertía jugando con los hijos de la reina y el príncipe Alberto lo fotografiaba, mientras el artista de la corte, Franz Xaver Winterhalter, pintó su retrato. Finalmente se aburrió en Roehampton y expresó su deseo de volver a India pero la dirección de la Compañía de las Indias Orientales le sugirió realizar un viaje por el continente europeo el cual hizo junto con Sir John Spencer Login y Lady Login.

### Escocia
En su regreso de Europa en 1855 le fue dada una pensión anual, y quedó oficialmente bajo la guarda de Sir John Spencer Logan y Lady Logan, quienes alquilaron el Castillo Menzies en Perthshire, Escocia para él. Pasó el resto de su adolescencia allí pero a la edad de 19 años demandó estar a cargo de su propia mansión. Finalmente, se le concedió esto y un aumento en su pensión anual. En 1858 la renta expiró y Duleep Singh alquiló la casa en Auchlynede Earl de Breadalbane. Era conocido en la zona como el primer príncipe indio en visitar Escocia, y pronto fue apodado el "Príncipe Negro de Perthshire". Era conocido por su estilo de vida disipado, fiestas, y pasión por vestimentas de alta costura. Al mismo tiempo, comenzó a manifestar gradualmente un arrepentimiento por su circunstancia en el exilio, incluyendo alguna disputa sobre su conversión al cristianismo y su partida forzosa del Punjab). Su madre se quedó en Perthshire con él por un corto tiempo, antes que él alquilara la propiedad Grantully, cerca de Aberfeldy. Después de las muertes de su madre y John Logan en 1863, regresó a Inglaterra.

### Castillo Mulgrave
Duleep Singh alquiló el Castillo Mulgrave en Yorkshire en 1858 y disfrutó de la campiña inglesa mientras estuvo allí. 

### Propiedad Elveden
Duleep Singh compró (o la Oficina de la India le vendió) 17,000 acres (69 km²) de la propiedad rural en Elveden en el límite entre Norfolk y Suffolk, cerca de Thetford, en 1863. Disfrutó viviendo en Elveden y las áreas circundantes y restauró la iglesia, los cottages y la escuela. La casa fue remodelada como un palacio cuasi-oriental donde vivió la vida de un aristócrata rural británico. Duleep Singh fue acusado de malgastar largas sumas y la propiedad fue vendida después de su muerte para pagar sus deudas. Hoy, Elveden es propiedad de los descendientes de la famosa familia Guinness; permanece como granja y coto privado de caza.

## Reconversión al sijismo
Mientras estaba en el exilio, buscó aprender más sobre el sijismo y estaba entusiasmado en regresar a India. A pesar de que sus esfuerzos anteriores fueron rechazados por sus dominadores, restableció el contacto con su primo Sardar Thakar Singh Sandhawalia, quien el 28 de septiembre de 1884, dejó Amritsar por Inglaterra con sus hijos Narinder Singh y Gurdit Singh y un granthi sij (sacerdote), Pratap Singh Giani. Trajo además una lista de propiedades propiedad de Duleep Singh en India. Todo esto renovó su conexión con el sijismo.
El gobierno británico decidió en 1886 en contra de su regreso a India o su abrazo del sijismo. A pesar de las protestas de la Oficina de la India, zarpó hacia 'casa' el 30 de marzo de 1886. Sin embargo, fue interceptado y arrestado en Adén, donde la jurisdicción del Gobernador General de India comenzaba. No pudo impedir una ceremonia informal de re-conversión en Adén, bastante lejos de la gran y simbólica que hubiera tenido lugar en la India, hecha por emisarios enviados por Sardar Thakar Singh Sandhawalia, quien planeó la ceremonia Pahaul en Bombay. Duleep fue forzado a regresar a Europa. 

## Muerte
Duleep Singh murió en París en 1893 a la edad de 55 años, habiendo visitado la India después de los quince años de edad, sólo dos breves veces, durante las visitas fuertemente controladas en 1860 (para llevar a su madre a Inglaterra) y en 1863 (para esparcir las cenizas de su madre).
El deseo de Duleep Singh para que su cuerpo regresara a la India no fue respetado, dado el valor simbólico que el funeral del hijo del León del Punjab podría haber causado, dado el creciente resentimiento al dominio británico. Su cuerpo fue enterrado según el rito cristiano, bajo la supervisión de la Oficina de la India en la Iglesia de Elveden al lado de la tumba de su esposa la maharaní Bamba, y su hijo el príncipe Eduardo Alberto Duleep Singh. Las tumbas están ubicadas en el costado occidental de la iglesia. 
Una estatua de bronce del maharajah mostrándolo a caballo fue revelada por el Príncipe de Gales en 1999 en la isla Butten en Thetford, una ciudad beneficiada por la generosidad del maharajá y sus hijos. 
En una subasta en Bonhams, Londres, el 19 de abril de 2007, el busto del maharajá de mármol blanco de 74 cm ejecutado por el escultor victoriano John Gibson en Roma en 1859 se subastó por £1,7 millones.
Una película titulada Maharajá Duleep Singh: Un monumento a la injusticia fue filmada en 2007, dirigida por P.S. Narula.

## Familia
La madre de Duleep, la maharaní Jind Kaur, estuvo en el exilio en Nepal. En  1860 se le permitió regresar a la India y el maharajá decidió llevar a su madre a Inglaterra. Ella murió allí en 1863.
Duleep Singh se casó dos veces, primero con Bamba Müller y luego con Ada Douglas Wetherill. Tuvo ocho hijos en total: seis de su primer matrimonio con Bamba:
- Príncipe Víctor Duleep Singh
- Príncipe Federico Duleep Singh
- Príncipe Alberto Eduardo Duleep Singh
- Princesa Bamba Duleep Singh
- Princesa Catalina Duleep Singh
- Princesa Sofía Duleep Singh

También tuvo dos hijos de su segundo matrimonio con Ada Douglas Wetherill:
- Princesa Paulina Alejandra Duleep Singh
- Princesa Ada Irene Beryl Duleep Singh

Todos estos ocho hijos murieron sin descendencia legítima, terminando la línea directa de la Realeza Sij. 
Hay un monumento conmemorativo en Eton College en Inglaterra a los príncipes Víctor y Federico, los dos hijos del maharajáh Duleep Singh quienes estudiaron en Eton en los años 1870.

### Maharaní Bamba Müller
La maharaní Bamba Müller fue una hablante árabe, una joven mitad etíope, mitad alemana, cuyo padre fue un banquero alemán y cuya madre una esclava abisinia cristiana copta. Ella y Duleep se conocieron en El Cairo en 1863 en su regreso después de haber ido a esparcir las cenizas de su madre difunta en la India; se casaron en Alejandría, Egipto el 7 de junio de 1864. La maharaní murió en Londres el 18 de septiembre de 1887.

### Ada Douglas Wetherill
Algunas fuentes describen a Ada Douglas Wetherill como una princesa francesa. De hecho, ella no era ni francesa ni princesa. Esta era probablemente una ficción para darle algo de legitimidad en su vida. Wetherill había sido la instituriz de Duleep antes que él decidiera regresar a la India con su familia, y después de ser detenido en Adén por las autoridades británicas, abandonó a su familia y se mudó a París, donde ella se le unió. Ella permaneció con él durante sus años en París y además viajó con él a San Petersburgo, Rusia, donde fracasó en persuadir al zar de los beneficios de invadir la India a través del norte y restablecerlo como gobernante. 
La reina Victoria y el Maharajá Duleep Singh conciliaron sus diferencias antes que él muriera. Debido a su lealtad a la maharaní Bamba, la reina se negó a recibir a Ada, de quien ella sospechaba había estado envuelta en una relación adúltera con el maharajá antes de la muerte de la maharaní Bamba en 1887.